# Dagulf-psalter

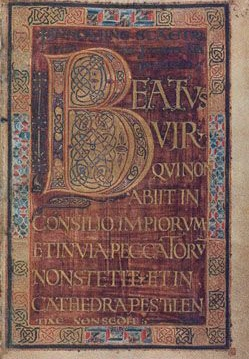
Gadulf psalter, Incipit bladzijde bij psalm 1: Beatus vir

Het Dagulf-psalter soms ook het Gouden psalter genoemd is een verlucht handschrift gemaakt op het einde van de 8e eeuw in opdracht van Karel de Grote. Het boek is een van de vroegste Gallicaanse psalters die zijn bewaard gebleven. De tekst van het manuscript werd geschreven door Dagulf, zoals hij zelf schreef in een van de dedicatiegedichten vooraan in het handschrift. Het werk is een van de regale manuscripten van de zogenoemde Ada-groep of Hofschool van Karel de Grote.

## Beschrijving
Het handschrift bestaat uit 161 perkamenten folia van 191 x 120 mm. De folia van de vijf incipit-pagina’s werden purper gekleurd voor er op geschreven werd. Het gebruik van purper was vanaf de tijd van Julius Caesar een teken van het oppergezag en later van de keizerlijke waardigheid.
De indeling van de katernen ziet er als volgt uit: de dedicatiegedichten staan op een enkel folium. De prolegomena bestaan uit twee quaternions en één binion. De psalmen zelf zijn geschreven op 15 quaternions en worden gevolgd door één quinion waarvan maar één bladzijde bij de psalmentekst hoort. Waarschijnlijk werden eerst de psalmen en de cantica geschreven en ingebonden en zijn de voorreden er achteraf aan toegevoegd. De dedicatiegedichten werden waarschijnlijk nog later toegevoegd.

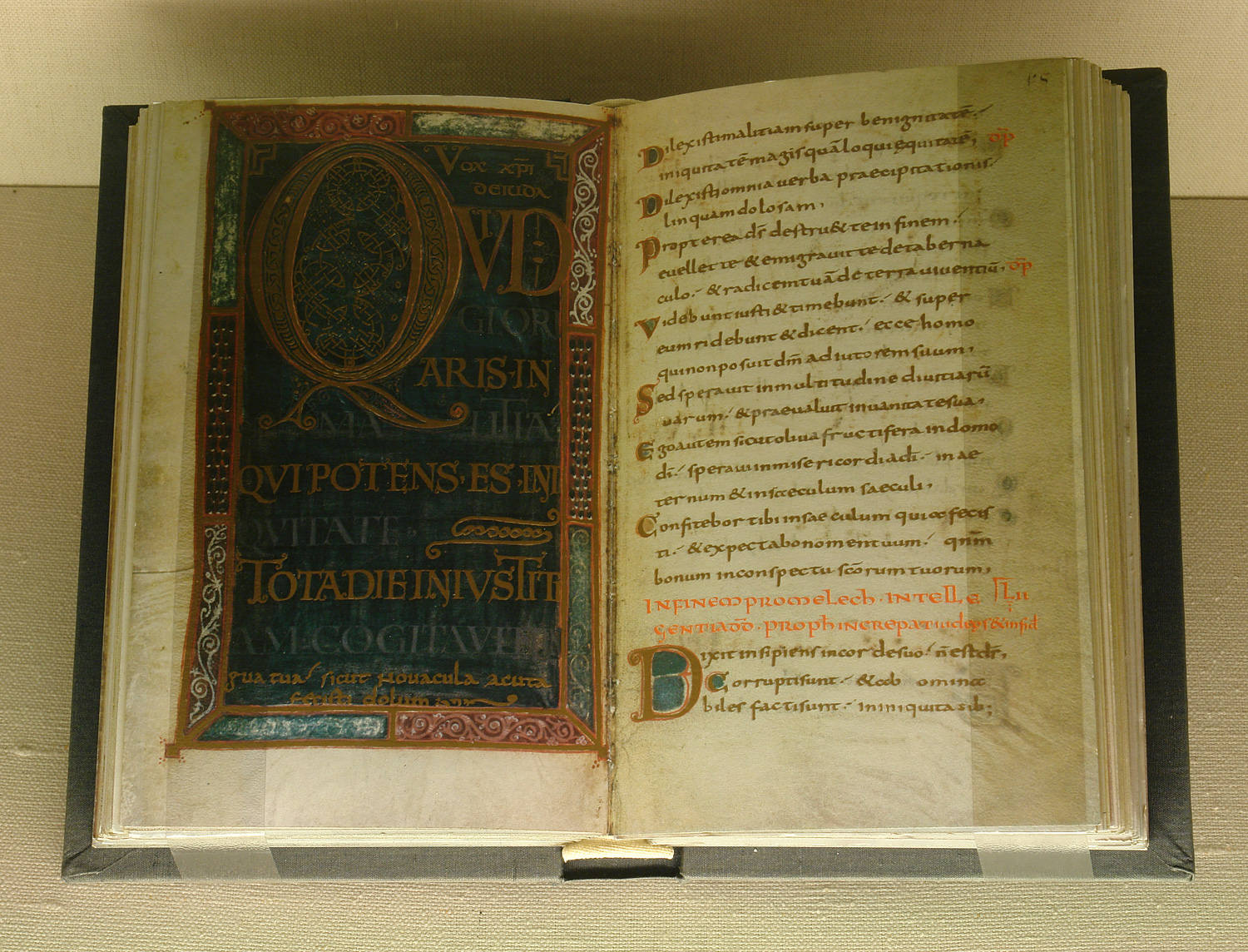
Facsimile Dagulf psalter, Incipit bladzijde bij psalm 51: Quid gloriaris in malitia.; pagina op rectozijde met tekst in Karolingische minuskel en versierde initialen

De tekst werd geschreven met goudinkt in een Karolingische minuskel in een kolom van 23 lijnen. De rubrieken zijn in een rode unciaal geschreven. Voor de grote initialen werd gebruikgemaakt van capitalis rustica en capitalis quadrata. Het psalter was onderverdeeld volgens de drievoudige verdeling  (1-50, 51-100 en 101-150) en we vinden dus versierde incipit-bladzijden bij de psalmen 1, 51 en 101 (folia 24v, 25r, 67v en 108v). Daarnaast bevat het boek nog andere grote versierde bladzijden (o.m. op folia 120v en 146r). Het handschrift bevat geen figuratieve illustraties. De psalmen zouden geschreven zijn door Dagulf, de cantica door een andere scribent.
Het handschrift werd in zijn definitieve vorm in gebonden met twee boekplatten uit ivoorsnijwerk, waar in het dedicatiegedicht voor Karel naar verwezen wordt. Deze beschrijving van de boekplatten, die al lang van het boek afgehaald waren, liet toe om ze later te identificeren als behorende bij het Dagulf-psalter.

## Inhoud
Het psalter bevat de volgende delen:
- ff.4r-4v: Dedicatiegedichten

Dedicatiegedicht van Karel de Grote aan paus Hadrianus I
Dedicatiegedicht van Dagulf aan Karel de Grote
- ff.5r-21v: Inleiding

Geloofsbelijdenissen
Geloofsbelijdenis van Nicea
Geloofsbelijdenis van Ambrosius van Milaan
Geloofsbelijdenis van Gregorius de Grote
Geloofsbelijdenis van Gregorius Thaumaturgis
Geloofsbelijdenis van Pelagius, in het psalter toegeschreven  aan Hiëronymus
De oorsprong en de inhoud van de psalmen (Cassiodorus)
De briefwisseling tussen paus Damasus I en Hiëronymus
Psalmverklaring naar een pseudo-Isidorus en een pseudo-Augustinus geschrift.
- ff.24v-145v: Psalmen
- ff.146r-156r: Cantica

Kantiek van Jesaja, Jesaja 12:1-6 Confitebor tibi domine qui iratus es …
Kantiek van Hizkia, Jesaja 38:10-12: Ego dixi in dimidio …
Kantiek van Hanna, 1 Samuel 2:1-10: Exultavit cor meum in domino et exaltatum
Kantiek van Mozes, Exodus 15:1-19: Cantemus domino gloriose
Kantiek van Habakuk, Habakuk 3:2-19 Domine audivi
Kantiek van Mozes, Deuteronomium 32:1-43: Audite celi quae loquor…
Kantiek van de drie Hebreeuwen in de oven, Daniel 3:57-88: Benedicite omnia opera
Kantiek van Zacharias, Lucas 1:68-79: Benedictus dominus deus Israel
Kantiek van de maagd Maria, Lucas 2:46-55: Magnificat
Kantiek van Simeon, Lucas 2:29-32: Nunc dimittis
Onzevader, Lucas 2:29-32
- ff.156v-158v: Geloofsbelijdenissen

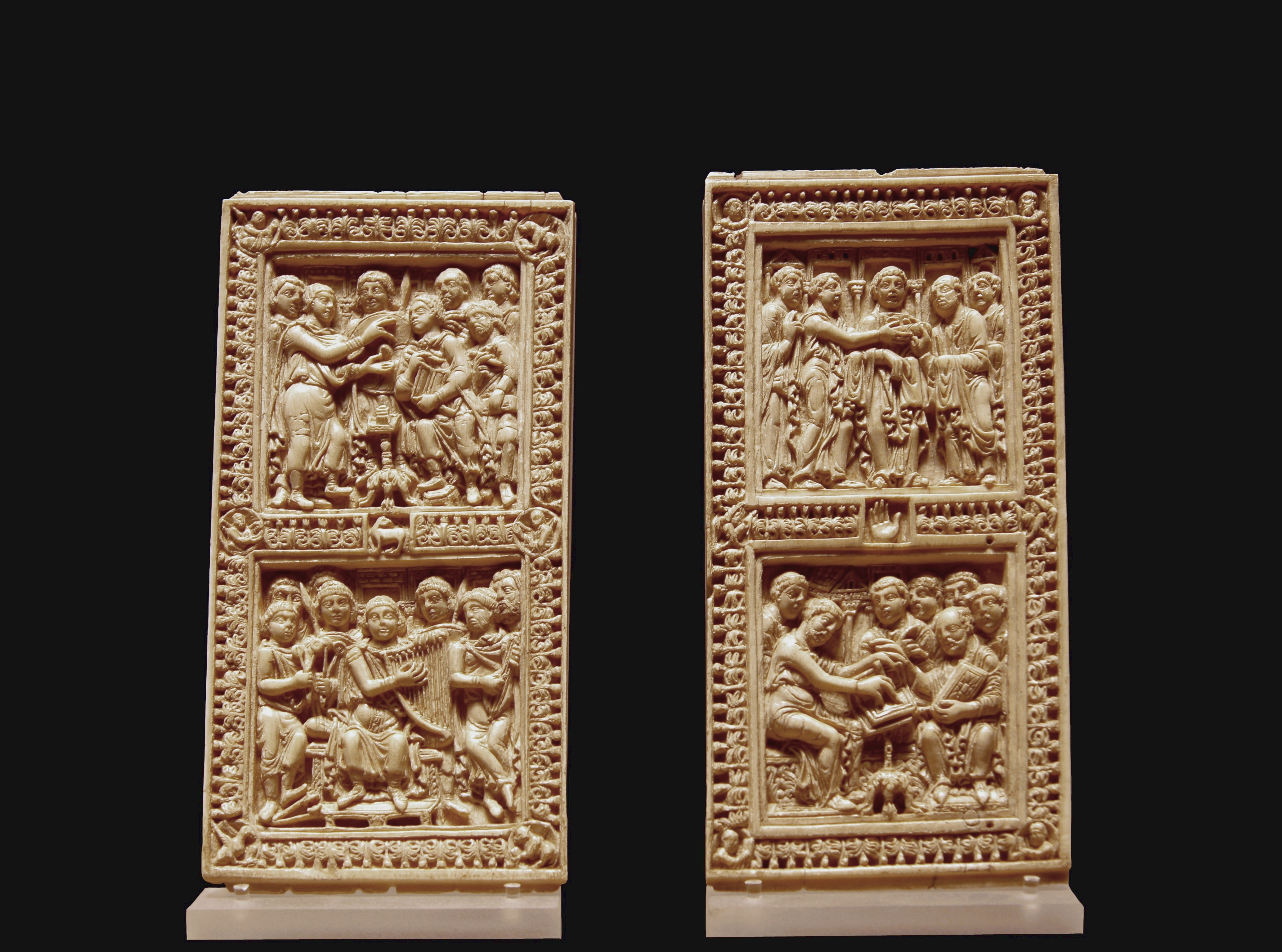
Ivoren boekplatten van het Dagulf psalter

Apostolische geloofsbelijdenis
Geloofsbelijdenis van Athanasius

## De ivoren
De tekst van de inleiding werd waarschijnlijk door de theologen aan het hof van Karel de Grote samengesteld onder de leiding van Alcuinus en had als doel de positie van Karel de Grote als heerser en beschermer van het geloof te benadrukken en te bevestigen. Het psalmboek gaf in tijden die geplaagd werden door veel ketterse stromingen binnen de kerk, zoals het adoptianisme van Elipandus de aartsbisschop van Toledo, een voorbeeld van het gebruik van de correcte teksten van Hiëronymus. Vandaar de vele geloofsbelijdenissen en psalmverklaringen. Deze thesis wordt trouwens ondersteund door de vele briefwisseling van Alcuinus over dit thema. Alcuinis was trouwens een van de felste bestrijders van Elipandus. Merkwaardig in dit kader is dan wel de opname van de geloofsbelijdenis van Pelagius, ook al werd ze dan toegeschreven aan Hiëronymus, want ook het pelagianisme werd op het derde Oecumenische Concilie van Efeze (431) als ketterij veroordeeld - of iets preciezer gezegd: Caelestius en zijn leer werden veroordeeld, maar zonder erop in te gaan en zonder de naam van Pelagius zelf te noemen.
Maar ook de ivoren van voor- en achterplat kunnen in dit licht gezien worden. Ook hier werd geïllustreerd dat het boek een getrouwe versie was van het origineel van de Psalmen van Koning David.
Op het voorplat (hier links) ziet men bovenaan David die aan zijn schrijvers opdracht geeft de uitgevoerde psalmen te noteren. Onderaan kan men de uitvoering van zijn opdracht zien: koning David zingt de psalmen en begeleidt zich zelf op een harp omringd door andere muzikanten. Op het achterplat ziet men bovenaan Hiëronymus die van een bode van Paus Damasus de opdracht krijgt de gecorrumpeerde schriftteksten te herzien. In de onderste helft ziet men Hiëronymus die aan een schrijver de verbeterde tekst dicteert. Volgens von Euw zijn de scènes op het achterplat ontworpen voor dit handschrift, er is geen iconografisch precedent. De David-scènes daarentegen waren wel voordien bekend, maar de koppeling van beide thema’s was een nieuwe interpretatie van de hofschool en de combinatie van beide panelen was een hulde aan de twee mannen aan wie de Karolingers de correcte versie van de psalmen te danken hadden en via de analogie tussen Karel en David, die door Alcuinus bedacht was, tegelijkertijd een eerbetoon aan Karel de Grote.

## Geschiedenis
Het handschrift werd in twee fases geproduceerd. Een eerste deel (psalmen en cantica) werd waarschijnlijk  geschreven tussen 783 en 789 te Lorsch, Worms of Metz. De afwerking vond plaats te Aken tussen 790 en 795 waar de prolegomena en dedicatiegedichten werden toegevoegd.. Volgens Holter werd het, gezien zijn formaat en afwerking, geschreven voor Hildegard de gemalin van Karel, maar die was in 783 al overleden. Op de schutbladen vooraan in het boek zijn hierover notities gemaakt, maar ze dateren uit de 17e eeuw. Het eerste van de dedicatiegedichten in het handschrift zegt letterlijk dat het werd gemaakt als geschenk voor paus Hadrianus. Men vermoedt dat Karel de Grote het boek wilde overhandigen tijdens de synode die hij in 794 te Frankfurt had bijeengeroepen, maar de paus bleef in Rome. Hadrianus stierf op 25 december 795 voor hij het handschrift had ontvangen. Het boek bleef aan het hof van Karel.
In de elfde eeuw werd het psalter door Hendrik IV, de koning van het Frankische Rijk en later keizer van het Heilige Roomse Rijk aan de Sint-Petruskathedraal te Bremen geschonken. Een aanwijzing hiervan is een tekst in het historische werk van Adam van Bremen: "In die tijd [eind 1065] zond de koning uit mededogen met de verwoeste Bremer kerk ongeveer 100 kazuifels, zilveren vaten, en boeken, ... waarbij een met gouden letters geschreven Psalter". Later heeft men gedacht; omwille van het dedicatiegedicht, dat het boek een geschenk was van Karel de Grote aan Willehad, de eerste bisschop van Bremen en werd het als een relikwie behandeld. Het psalter werd dan ook niet bewaard in de dombibliotheek maar in de schatkamer. In een inventaris van die schatkamer van 1420 wordt het beschreven als een psalter geschreven en versierd met goud en ingebonden met ivoren platten.
Tot bij de opheffing van het aartsbisdom Bremen in 1648 werd het Dagulf-psalter in de kathedraal bewaard. Kort daarop dook het op in het bezit van keizer Leopold I in Wenen, maar toen waren de boekplatten in ivoorsnijwerk verwijderd. Uiteindelijk kwam het terecht in de Österreichische Nationalbibliothek, waar het bewaard wordt als Codex Vindobonensis 1861. De ivoorsneden bevinden zich vandaag in het Louvre Départements des Objets, d´Art, Inv. 9/10, Inv.Nr. 496.
Albanus Psalter · Anglo-Catalaans psalter · Arundel psalter · Psalter van Blanche van Castilië · Cathach van Sint-Columba · Dagulf-psalter · Eadwine psalter · Fécamp psalter · Harley psalter · Hunter psalter · Ingeborgpsalter · Kopenhagen psalter · Leidse Psalter van Lodewijk de Heilige · Psalter van Jean de Berry · Psalter van Lodewijk de Duitser · Luttrell psalter · Macclesfield Psalter · Parijse Psalter van Lodewijk de Heilige · Melisende Psalter · Queen Mary Psalter · Tiberius Psalter · Utrechts Psalter · Wachtendonckse Psalmen